# Norstad-Plan

Lauris Norstad 1945

Norstad-Plan bezeichnet den von Lauris Norstad (1907–1988), damaliger NATO-Oberbefehlshaber in Europa (SACEUR), entworfenen und 1960 vorgeschlagenen Plan, die NATO zu einer „vierten Atommacht“ zu machen.
Dabei sollte die NATO als Organisation und letztendlich alle ihre Mitgliedsstaaten die Verfügungsgewalt über die Kernwaffen erhalten, die ihr zugewiesen worden wären. Bislang waren im Rahmen der nuklearen Teilhabe die NATO-Staaten zwar an der Nuklearplanung beteiligt und mit nuklearen Trägermitteln ausgerüstet, die Verfügungsgewalt über die Kernsprengköpfe und die Letztentscheidungsgewalt über einen Kernwaffen-Einsatz verblieb jedoch in der Verantwortung des Herstellerstaates (meist die USA). Aus dem Norstad-Plan entwickelte sich später die Idee der sogenannten Multilateral Force (MLF). Beide wurden nicht umgesetzt.
Lauris Norstad verfolgte mit seinem Vorstoß unter anderem das Ziel, den nuklearen Handlungsspielraum von SACEUR zu erweitern. Bestand bislang dessen Nuklearpotential aus Boden-Boden-Waffensystemen und Jagdbombern, deren Abschussbasen und Fliegerhorste leicht verwundbar waren, hätte der Norstad-Plan diese um auf Schiffe stationierte Mittelstreckenraketen erweitert.